# Ягодинка (Романівська селищна громада)
Ягоди́нка — село в Україні, розташоване в Романівській територіальній громаді, Житомирського району, Житомирської області. Орган місцевого самоврядування — Романівська селищна рада.

## Географія
На південно-східній стороні від села пролягає автошлях Н03.

## Історія
У 1906 році село Чуднівської волості Житомирського повіту Волинської губернії. Відстань від повітового міста 55 верст, від волості 8. Дворів 127, мешканців 627.
В межах села до 1932-го року були ще: село Луці (один з кутків) та Ставки. Мешканців якого переселили, частина до села Лісна Рудня, частина між селами Луці та Сіряки, окремі на території села Сіряки.
До 05.08.1960 року село називалося Сірики, Сіряки. Зараз так називають один із кутків села.
На території, що прилягає до села Ягодинка, раніше знаходилась козацька могила. Проте за радянських часів поховання було розоране і на тому місці зараз знаходиться колгоспне поле. До нього веде пряма дорога, спрямована у ліс. Проте, цікаво, що вона відома у місцевих жителів під назвою «Крива дорога». Можливо, «крива» тут у значенні «кривава», оскільки веде до місця поховання козаків.
Не менш цікаве з історичного боку місце під назвою Бабський Горб. Це куточок лісу який виділяється на одному з пасовищ у південно-західній частині села. Старі люди переказували легенду, що у давнину, за часів татаро-монгольського нашестя (можливо, це були набіги татар у часи козаччини — достовірність переказу не перевірена), на тому місці відбувалась довготривала і кривава битва з ворогом, у якій полягли всі чоловіки. І тоді жінки, що втратили своїх синів, чоловіків, батьків взяли зброю і счинили надзвичайно жорсткий опір нападаючим, після чого чужоземні загарбники полишили місцевість, зазнавши чималих втрат та були деморалізовані невиданою стійкістю. Відтоді, кажуть, й пішла назва Бабський Горб.
Колишній орган місцевого самоврядування — Ягодинська сільська рада.

## Населення
| Рік                | 1989 | 2001 |
| ------------------ | ---- | ---- |
| Наявне населення   | 640  | 513  |
| Постійне населення | 629  | 511  |

## Сьогодення
В селі діють
- Будинок культури.
- Початкова школа.
- ФАП
- Відділення зв'язку
- Православна Церква Олександра Невського (Точна дата будівництва не відома. За однією версією це 1912 рік, а за іншою це 1850 рік).

Вважається зниклим безвісти уродженець Ягодинки Шанюк Петро Анатолійович — загинув 30 липня 2014 року у бою за Маринівку; тіло не знайдено.

## Галерея

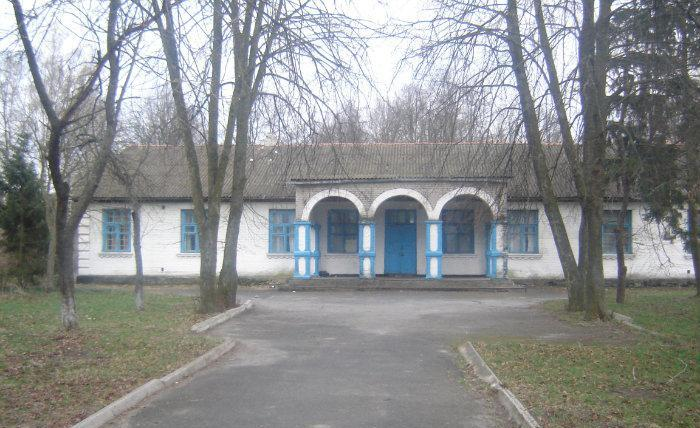
Клуб с.Ягодинка

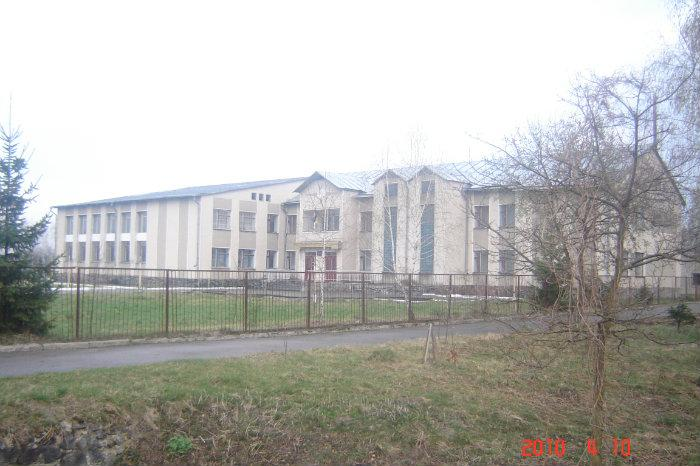
Школа с Ягодинка

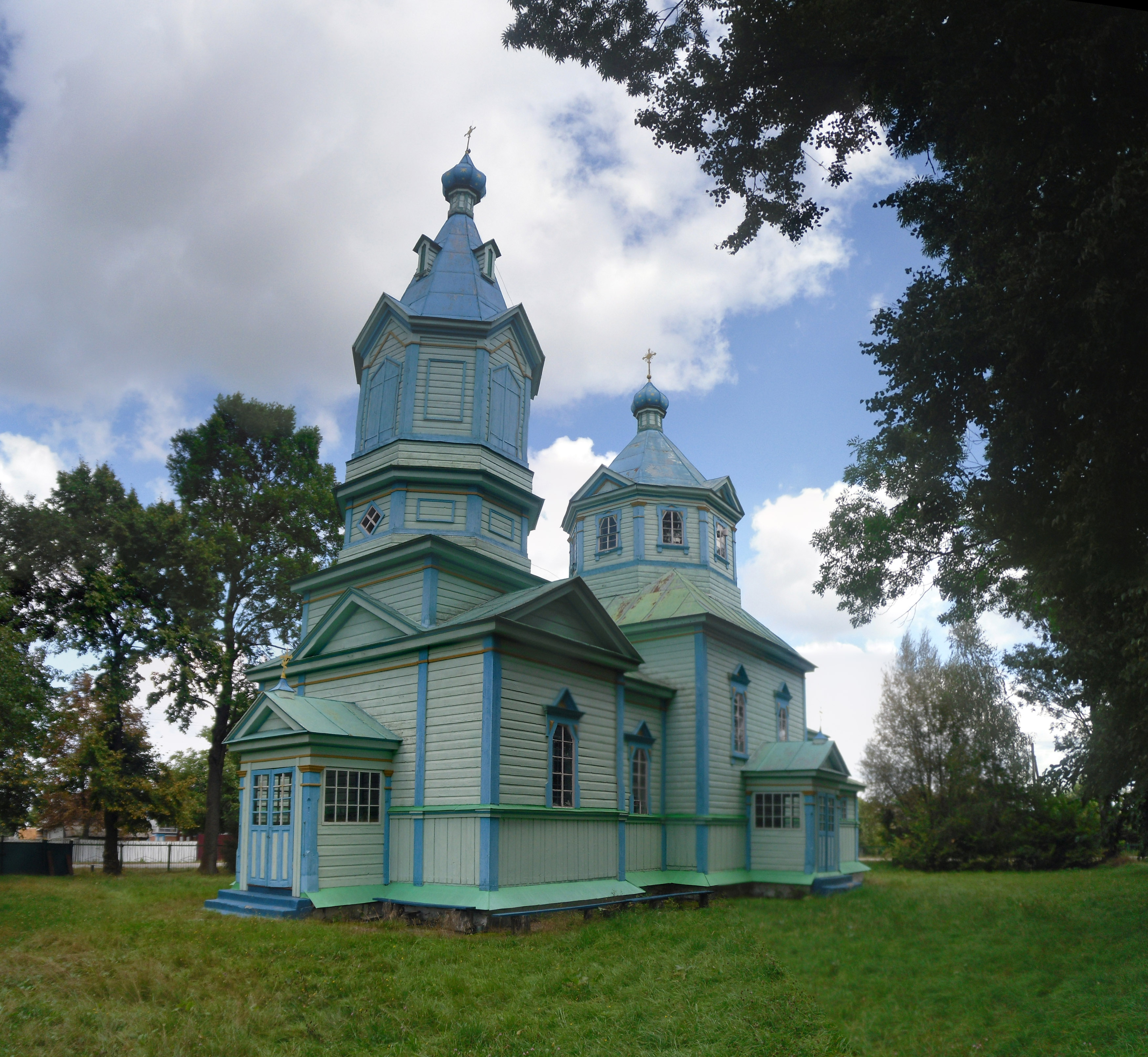
Церква

## Уродженці
- Шанюк Петро Анатолійович (1982—2014) — солдат ЗСУ, учасник російсько-української війни.[4]